# Regimento Kastuś Kalinoŭski
O Regimento Kastuś Kalinoŭski (em ucraniano:  Полк імені Кастуся Калиновського) é um grupo de voluntários bielorrussos, que foi formado para defender a Ucrânia contra a invasão russa de 2022.
Em março de 2022, foi relatado que mais de mil bielorrussos se inscreveram para ingressar na unidade De acordo com suas próprias declarações, o batalhão não está incorporado à Legião Internacional de Defesa Territorial da Ucrânia para preservar maior autonomia.
Além disso, existem também outros grupos de voluntários bielorrussos lutando pela Ucrânia, por exemplo nas Forças de Defesa Territoriais de Odesa.

## História

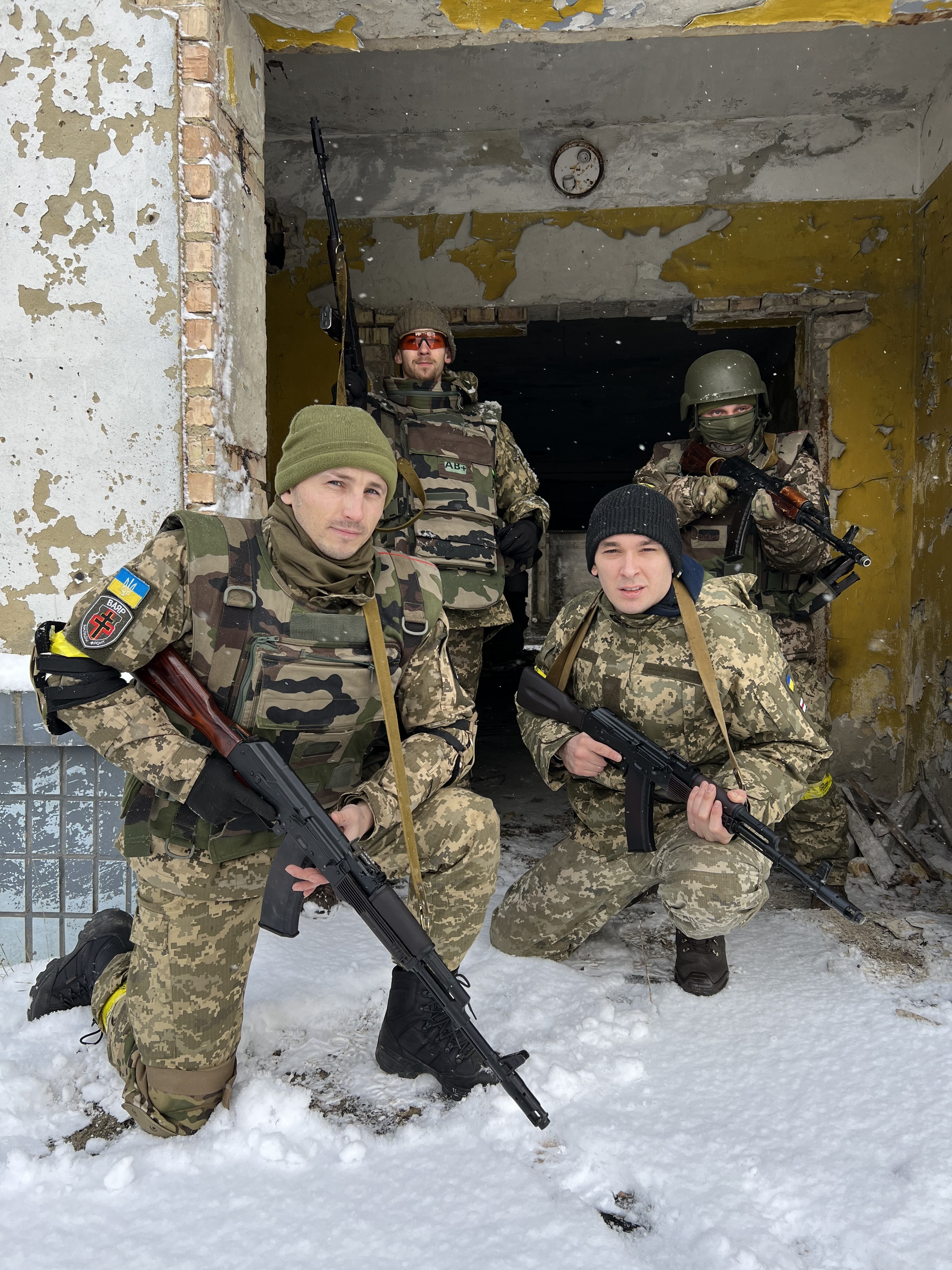
Membros da KKB, entre eles Dzyanis Urbanovich, posando para uma foto em 8 de março de 2022.

O primeiro grupo de voluntários estrangeiros na Ucrânia durante a Guerra Russo-Ucraniana foi o destacamento Pahonia, fundado em 2014 durante a Guerra de Donbas. No ano seguinte, o grupo tático "Bielorrússia" foi formado unindo voluntários bielorrussos lutando em diferentes batalhões O "Monumento aos bielorrussos que morreram pela Ucrânia" em Kiev é dedicado aos voluntários bielorrussos que morreram durante a guerra russo-ucraniana.
Em 9 de março de 2022, foi anunciada a criação do Batalhão Kastuś Kalinoŭski. O batalhão tem o nome de Kastuś Kalinoŭski, um líder bielorrusso do século XIX da Revolta de Janeiro de 1863 contra o Império Russo. Foi relatado que em 5 de março de 2022, cerca de 200 bielorrussos se juntaram ao batalhão. Seu lema é: "Primeiro Ucrânia, depois Bielorrússia". A ideia de que os voluntários poderiam dar meia-volta um dia e marchar de volta para libertar Minsk do regime de Lukashenko.
Em 13 de março de 2022, o batalhão anunciou sua primeira baixa, Aliaksiej Skoblia.
O batalhão foi apresentado em cartazes públicos em Kiev para ilustrar os laços militares ucranianos-bielorrussos.
Em 25 de março de 2022, foi relatado que o batalhão prestou juramento e foi formalmente admitido no exército ucraniano. Em 29 de março de 2022, voluntários do Batalhão Kastuś Kalinoŭski lutaram ao lado de soldados ucranianos para recapturar Irpin.
Em 1º de abril de 2022, foi relatado que milhares de voluntários - muitos dos quais eram dissidentes que foram presos após os protestos bielorrussos - se candidataram a membros do batalhão, mas que a verificação e o equipamento desses voluntários criaram um atraso que retardou sua implantação.

## Reações
A criação do batalhão foi endossada pela líder da oposição bielorrussa Sviatlana Tsikhanouskaya, que observou que "mais e mais pessoas da Bielorrússia se unem para ajudar os ucranianos a defender seu país". O presidente da Bielorrússia, Alexander Lukashenko, aliado do presidente russo, Vladimir Putin, chamou os voluntários de "cidadãos enlouquecidos".
Em 26 de março, o vice-chefe do GUBOPiK do Ministério de Assuntos Internos da Bielorrússia, Mikhail Bedunkevich, afirmou que um processo criminal havia sido instaurado na Bielorrússia contra 50 pessoas do Batalhão Kastuś Kalinoŭski por participar de um conflito armado em um estado estrangeiro.

## Membros notáveis
- Vadzim Kabanchuk, subsecretário comandante do batalhão, um dos fundadores da organização cívica juvenil Zubr[23]
- Aliaksiej Skoblia
- Pavel Shurmei, ex-remador olímpico bielorrusso e recordista mundial.[24][25]
- Dzyanis Urbanovich, presidente da Frente Jovem[26]

### Baixas
Em 13 de março de 2022, o vice-comandante do batalhão, apelidado de “Tur” (nome real Aliaksiej Skoblia), foi confirmado morto na ofensiva de Kiev quando sua unidade foi emboscada. Em 13 de abril de 2022, o presidente ucraniano Zelenskyy concedeu postumamente a Skoblia o título de "Herói da Ucrânia" - "pela coragem pessoal e heroísmo na defesa da soberania estatal e integridade territorial da Ucrânia, lealdade ao juramento militar".
Em 24 de março de 2022, Dzmitry Apanasovich foi morto durante combates em Irpin.